# Андре Ају
Андре Морган Рами Ају (енгл. André Morgan Rami Ayew; 17. децембар 1989) је гански фудбалер. Тренутно игра за Ал Сад и за репрезентацију Гане.

## Занимљивости
Он је син Абеди Пелеа и има два брата, који су такође фудбалери, Ибрахима и Џордана. Започео је своју каријуру у Гани у Нании за коју је дебитовао са само 14. година. Из Гане је 2005. године прешао у Марсеј клуб у које је некада играо и његов отац. У почетку је био две сезоне на позајмицама да би се после вратио у тим из Марсеја.

## Највећи успеси

### Олимпик Марсељ
- Суперкуп Француске (2) : 2010, 2011.
- Лига куп Француске (2) : 2011, 2012.

### Репрезентација Гане
- Афрички куп нација : сребро 2010, 2015.
- Афрички куп нација : бронза 2008.
- Првенство Африке до 20 година (1) : 2009.
- Светско првенство до 20 година (1) : 2009.